# Lee Hyun-ju
Lee Hyun-ju (en coreano: 이현주; Ansan, Gyeonggi, 7 de febrero de 2003) es un futbolista surcoreano que juega como centrocampista en el F. C. Arouca de la Primeira Liga.

## Trayectoria
Comenzó su carrera en el Tree Mers FC de Ansan, antes de trasladarse a Pohang para incorporarse al F. C. Pohang Steelers.
En enero de 2022 fichó por el Bayern de Múnich procedente del Pohang Steelers en calidad de cedido por un año, con opción de convertirse en permanente. Tras impresionar con el equipo reserva del club durante su cesión, el Bayern de Múnich se acogió a la opción de convertir el acuerdo en permanente en agosto de 2022, y Lee firmó un contrato hasta 2025.

## Selección nacional
Ha representado a Corea del Sur en diversas categorías juveniles. Fue convocado para el equipo Olímpico de Corea del Sur en septiembre de 2022, como preparación para los Juegos Olímpicos de Verano de 2024.

## Vida personal
Ha nombrado a Joshua Kimmich como jugador al que idolatra, y también a Jamal Musiala como jugador de edad similar al que admira.

## Estadísticas

### Clubes
Actualizado al último partido disputado el 7 de diciembre de 2024.
| Club                           | Div.          | Temporada     | Liga  | Liga  | Liga   | Copas nacionales | Copas nacionales | Copas nacionales | Copas internacionales | Copas internacionales | Copas internacionales | Total | Total | Total  |
| Club                           | Div.          | Temporada     | Part. | Goles | Asist. | Part.            | Goles            | Asist.           | Part.                 | Goles                 | Asist.                | Part. | Goles | Asist. |
| ------------------------------ | ------------- | ------------- | ----- | ----- | ------ | ---------------- | ---------------- | ---------------- | --------------------- | --------------------- | --------------------- | ----- | ----- | ------ |
| Bayern de Múnich II · Alemania | 4.ª           | 2021-22       | 6     | 1     | 1      | ―                | ―                | ―                | ―                     | ―                     | ―                     | 6     | 1     | 1      |
| Bayern de Múnich II · Alemania | 4.ª           | 2022-23       | 20    | 9     | 2      | ―                | ―                | ―                | ―                     | ―                     | ―                     | 20    | 9     | 2      |
| Bayern de Múnich II · Alemania | Total club    | Total club    | 26    | 10    | 3      | 0                | 0                | 0                | 0                     | 0                     | 0                     | 26    | 10    | 3      |
| SV Wehen Wiesbaden · Alemania  | 2.ª           | 2023-24       | 28    | 4     | 0      | 1                | 0                | 0                | ―                     | ―                     | ―                     | 29    | 5     | 0      |
| SV Wehen Wiesbaden · Alemania  | Total club    | Total club    | 28    | 4     | 0      | 1                | 0                | 0                | 0                     | 0                     | 0                     | 29    | 5     | 0      |
| Hannover 96 · Alemania         | 2.ª           | 2024-25       | 11    | 3     | 0      | 0                | 0                | 0                | —                     | —                     | —                     | 11    | 0     | 0      |
| Hannover 96 · Alemania         | Total club    | Total club    | 11    | 3     | 0      | 0                | 0                | 0                | 0                     | 0                     | 0                     | 11    | 3     | 0      |
| Total carrera                  | Total carrera | Total carrera | 65    | 17    | 3      | 1                | 0                | 0                | 0                     | 0                     | 0                     | 66    | 18    | 3      |